# Saftfasten
Der Begriff Saftfasten bezeichnet eine spezielle Diät. Dabei werden über einen begrenzten Zeitraum täglich ausschließlich Frucht- und Gemüsesäfte sowie Tees und Wasser getrunken. In Kombination mit Fitnessübungen soll eine Verbesserung des persönlichen Gesundheitszustandes erzielt werden.
Als Vorteil des Saftfastens und Hauptunterschied zu anderen Fastenformen wird genannt, dass mit Frucht- und Gemüsesäften eine Vielzahl biologisch aktive Stoffe enthalten seien. Saftfasten ist extrem eiweißarm, was zu einem Abbau von Muskelmasse führt. Beachtet werden muss auch der Mangel an Mikronährstoffen.
Mitgeprägt wurde das Saftfasten durch Herbert Krauß. 